# Symplectoscyphus amphorifera
Symplectoscyphus amphorifera är en nässeldjursart som först beskrevs av George James Allman 1877.  Symplectoscyphus amphorifera ingår i släktet Symplectoscyphus och familjen Sertulariidae. Inga underarter finns listade i Catalogue of Life.